# Lacinipolia restora
Lacinipolia restora là một loài bướm đêm trong họ Noctuidae.